# Generator (album)
Generator is het zesde studioalbum van de Amerikaanse punkband Bad Religion. Het is het eerste album met drummer Bobby Schayer, die Peter Finestone opvolgde. Het is een experiment van meer duistere songteksten, en rustigere liedjes (lager aantal bpm).
In 2006 eindigde Generator als eerste in de Sputnikmusic als beste punkalbum uit 1992.

## Tracklist
1. "Generator" - 3:22 (Brett Gurewitz)
2. "Too Much to Ask" - 2:45 (Greg Graffin)
3. "No Direction" - 3:14 (Greg Graffin)
4. "Tomorrow" - 1:56 (Greg Graffin)
5. "Two Babies in the Dark" - 2:25 (Brett Gurewitz)
6. "Heaven Is Falling" - 2:04 (Brett Gurewitz)
7. "Atomic Garden" - 3:11 (Brett Gurewitz)
8. "The Answer" - 3:21 (Greg Graffin)
9. "Fertile Crescent" - 2:08 (Greg Graffin)
10. "Chimaera" - 2:28 (Greg Graffin)
11. "Only Entertainment" - 3:12 (Greg Graffin)

Noot: tussen de haakjes staat de tekstschrijver.

## Medewerkers
- Greg Graffin - zang
- Brett Gurewitz - gitaar
- Greg Hetson - gitaar
- Jay Bentley - basgitaar
- Bobby Schayer - drums